# 小行星170
小行星170（170 Maria）是一颗围绕太阳公转的小行星。1877年1月10日，亨利·約瑟夫·安娜斯塔斯·普羅丁在图卢兹描述了此天体。
該小行星以義大利天文學家安东尼奥·阿贝提的姐妹瑪麗亞（Maria）命名。
这颗小行星的绝对星等为9.39等。它是玛丽亚族小行星的代表星。

## 相关條目
- 小行星列表/10001-11000

## 外部連結
- Asteroid Lightcurve Database (LCDB) （页面存档备份，存于）, query form (info （页面存档备份，存于）)
- Dictionary of Minor Planet Names, Google books
- Discovery Circumstances: Numbered Minor Planets (10001)-(15000) （页面存档备份，存于） – Minor Planet Center
- 小行星170 at AstDyS-2, Asteroids—Dynamic Site
  - Ephemeris · Observation prediction · Orbital info · Proper elements · Observational info
- NASA JPL小天體瀏覽器上的小行星170

| 前一小行星： 小行星169 | 小行星列表 | 後一小行星： 小行星171 |